# FCE
FCE (англ. First Certificate in English, известный как Первый Кембриджский сертификат) — экзамен по английскому языку, разрабатываемый и проводимый подразделением ESOL экзаменационного совета Кембриджского университета (UCLES).
Срок действия сертификата FCE не ограничен.

## История
Впервые FCE был предложен в 1939 году под названием Lower Certificate in English. С тех пор он многократно изменялся. Последний пересмотр содержания произошёл в 1996, изменения были приняты в 2002, 2008, а также в 2015 году.

## Содержание и проведение теста

### Содержание
Тест состоит из четырех частей: 
• Reading and Use of English - чтение и практика языка (грамматика и словарный запас)
• Writing - письмо
• Listening - аудирование
• Speaking - разговорная речь
Совокупное время проведения теста — 3.5 часа. Тест может проходить до двух дней. В этом случае в один из дней сдаются аудирование, письмо, чтение и практика языка, в другой — разговорная речь.

#### Reading and Use of English
Состоит из 7 частей и 52 вопросов. Части 1, 5, 6 и 7 относятся к Reading. Части 2, 3 и 4 - к Use of English. 
Отведённое время — 1 час 15 мин.

#### Writing
Состоит из двух частей. В первой части требуется написать эссе. Во второй — одно задание из трех на выбор. 
Вторая часть может содержать: 
• Формальное письмо или email - a formal letter or email
• Неформальное письмо или email - an informal letter or email
• Статью - an article
• Отзыв - a review
• Отчет - a report
Отведённое время — 1 час 20 мин.

#### Listening
Отведённое время — около 40 мин.

#### Speaking
Отведённое время — 15 мин.

### Оценивание
Итоговая оценка рассчитывается путем усреднения оценок по пяти навыкам (Reading, Use of English, Writing, Listening и Speaking). Каждый навык составляет до 20% от итоговой оценки. Кандидаты, сдавшие экзамен с результатом выше 180 баллов, получают сертификат уровня C1. От 160 до 179 баллов - сертификат уровня B2. Те, кто продемонстрировали свои знания ниже уровня B2, но набрали от 140 до 159 баллов, получают сертификат уровня B1. Кандидаты набравшие меньше 140 баллов, сертификат не получают.
| Grade         | Cambridge English Scale Score (140–190) | CEFR Level |
| A             | 180–190                                 | C1         |
| B             | 173–179                                 | B2         |
| C             | 160–172                                 | B2         |
| CEFR Level B1 | 140–159                                 | B1         |

#### Reading
Секция Reading состоит из заданий 1, 5, 6 и 7 части Reading and Use of English. Правильные ответы в заданиях 1 и 7 стоят 1 балл каждый. Правильные ответы в заданиях 5 и 6 стоят 2 балла каждый. Всего 42 возможных балла в секции Reading. 
| Баллы (0 - 42) | Cambridge English Scale score | CEFR Level |
| 37             | 180                           | C1         |
| 24             | 160                           | B2         |
| 16             | 140                           | B1         |
| 10             | 122                           | -          |

#### Use of English
Секция Use of English состоит из заданий 2, 3 и 4 части Reading and Use of English. Правильные ответы в заданиях 2 и 3 стоят 1 балл каждый. Правильные ответы в задании 4 стоят до 2 баллов каждый. Всего 28 возможных баллов в секции Use of English.
| Баллы (0 - 28) | Cambridge English Scale score | CEFR Level |
| 24             | 180                           | C1         |
| 18             | 160                           | B2         |
| 11             | 140                           | B1         |
| 7              | 122                           | -          |

#### Writing
Часть Writing состоит из двух заданий. Каждое задание оценивается в зависимости от четырёх критериев: Content, Communicative Achievement, Organisation, Language. За каждый можно получить от 0 до 5 баллов, то есть одна часть оценивается максимум в 20 баллов. Всего 40 возможных баллов в части Writing.
| Баллы (0 - 40) | Cambridge English Scale score | CEFR Level |
| 34             | 180                           | C1         |
| 24             | 160                           | B2         |
| 16             | 140                           | B1         |
| 10             | 122                           | -          |

#### Listening
Каждый правильный ответ в части Listening оценивается в один балл. Всего 30 возможных баллов в части Listening.
| Баллы (0 - 30) | Cambridge English Scale score | CEFR Level |
| 27             | 180                           | C1         |
| 18             | 160                           | B2         |
| 12             | 140                           | B1         |
| 8              | 122                           | -          |

#### Speaking
Часть Speaking сдается в паре с другим кандидатом и состоит из 4 заданий. Принимают эту часть два экзаменатора: the assessor (помощник, который не участвует в диалоге) и the interlocutor (экзаменатор, который задает вопросы).
The assessor оценивает кандидата в зависимости от четырех критериев: Grammar and Vocabulary; Discourse Management; Pronunciation; and Interactive Communication. За каждый можно получить от 0 до 5 баллов, который потом умножается на 2 (итого до 40 баллов за 4 критерия). The interlocutor выставляет кандидату оценку от 0 до 5 баллов за Global Achievement, которая потом умножается на 4 (до 20 баллов). Всего 60 возможных баллов в части Speaking.
| Баллы (0 - 60) | Cambridge English Scale score | CEFR Level |
| 54             | 180                           | C1         |
| 36             | 160                           | B2         |
| 24             | 140                           | B1         |
| 14             | 122                           | -          |

### Уровень FCE
Официально рекомендуется тем, кто владеет письменным и разговорным английским на уровне Upper Intermediate (пороговый продвинутый уровень). FCE является уровнем B2 Общеевропейских компетенций владения иностранным языком (CEFR).

## Места проведения
В России и Украине до 2008 г. экзамены проводились при учебных центрах Британского совета, а также в экзаменационных центрах Cambridge ESOL. Однако с 1 января 2008 г. Британский совет в России прекратил администрирование экзаменов. В настоящее время данный экзамен можно сдать в авторизованных центрах, перечисленных на сайте Cambridge Assessment English, а также в некоторых коммерческих языковых центрах.

## Другие экзамены
FCE — один из ряда экзаменов, известных как Кембриджские (Cambridge ESOL Examinations).
Существует пятиуровневая система экзаменов:
1. KET (Key English Test)
2. PET (Preliminary English Test)
3. FCE (First Certificate in English) — Первый Кембриджский сертификат
4. CAE (Certificate in Advanced English) — Кембриджский сертификат продвинутого уровня
5. СРЕ (Certificate of Proficiency in English) — Кембриджское свидетельство о свободном владении английским языком

### Официальная информация
- Раздел FCE на официальном сайте Cambridge ESOL (англ.)
- FCE Handbook (updated) for exams from 2016 (PDF 3.2Mb) (англ.)
- Центры тестирования ESOL (англ.)

### Статьи
- Английский для абитуриента (Газета «ЗАГРАНИЦА») (недоступная ссылка)